# Cyathocalyx zeylanicus
Cyathocalyx zeylanicus är en kirimojaväxtart som beskrevs av John George Champion, Joseph Dalton Hooker och Thomas Thomson. Cyathocalyx zeylanicus ingår i släktet Cyathocalyx, och familjen kirimojaväxter. Inga underarter finns listade i Catalogue of Life.